# Apriona bicolor
Apriona bicolor är en skalbaggsart som beskrevs av Kriesche 1920. Apriona bicolor ingår i släktet Apriona och familjen långhorningar. Inga underarter finns listade i Catalogue of Life.